# We Broke the Rules
We Broke the Rules è il secondo album degli Aventura. Nell'album è contenuta la hit internazionale Obsesión.

## Tracce
| #  | Titolo                     | Titolo tradotto             | Durata |
| -- | -------------------------- | --------------------------- | ------ |
| 1  | "Obsesión"                 | "Obsession"                 | 4:14   |
| 2  | "I Believe (Yo Creo)"      | "I Believe"                 | 4:39   |
| 3  | "Todavía me Amas"          | "You Still Love Me"         | 4:45   |
| 4  | "Perdí el Control"         | "I Lost Control"            | 4:06   |
| 5  | "Amor de Madre"            | "A Mother's Love"           | 5:50   |
| 6  | "Gone"                     | "Gone"                      | 4:26   |
| 7  | "Mi Puerto Rico"           | "My Puerto Rico"            | 3:52   |
| 8  | "Enséñame a Olvidar"       | "Teach Me How to Forget"    | 5:48   |
| 9  | "9:15 Nueve y Quince"      | "9:15"                      | 4:24   |
| 10 | "Obsesión (English Remix)" | "Obsession (English Remix)" | 4:10   |

## Classifiche
| Classifica (2002-05)        | Posizione massima |
| --------------------------- | ----------------- |
| Austria                     | 18                |
| Belgio (Fiandre)            | 29                |
| Belgio (Vallonia)           | 17                |
| Germania                    | 12                |
| Italia                      | 1                 |
| Paesi Bassi                 | 23                |
| Polonia                     | 41                |
| Portogallo                  | 8                 |
| Repubblica dominicana       | 6                 |
| Spagna                      | 47                |
| Stati Uniti Top Latin Album | 56                |
| Svizzera                    | 4                 |